# Papyrus Boulaq 18
Le papyrus Boulaq 18 est un ancien document administratif égyptien. Il contient un compte rendu du palais thébain datant de la XIIIe dynastie (environ 1750 avant notre ère). Le papyrus dresse la liste des fonctionnaires du palais et des rations qu'ils recevaient jour après jour. Les fonctionnaires importants mentionnés sont, par exemple, le vizir Ânkhou, mais aussi la reine Ay. Ce document revêt donc une grande importance historique. Il rapporte également le voyage du roi vers le temple de Montou (Médamoud) et signale l'arrivée d'une délégation de Nubiens.

## Découverte
En 1860, le papyrus Boulaq 18 a été découvert dans la tombe du scribe de la grande enceinte Néferhotep à Dra Abou el-Naga par Auguste Mariette. Il se trouve maintenant au Musée égyptien du Caire.

## Personnes mentionnées
- [...] (roi) nom détruit
- Aya (reine)
- Ânkhou (vizir)
- Âabeni (grand intendant)

À côté de la reine, d'autres membres de la famille du roi sont mentionnés. Il s'agit notamment du fils du roi, Rêdinefni, ainsi que de plusieurs sœurs du roi : Senetsen, Renrê, Bebiaaat, Bebisheryt, Pesshou, Horemhab, Neferetiou, Khememet et Zathanthor.

## Datation
La datation exacte du document est contestée. Le nom du roi est fortement détruit. Autrefois, les érudits identifiaient le pharaon en question comme étant Sekhemrê-Khoutaouy Sobekhotep, mais des études récentes, en particulier par Kim Ryholt, ont conduit à l'identification du roi comme étant soit Imyrêmeshaw, soit Sehetepkarê Antef. La nouvelle publication complète du papyrus en 2019 par Schafik Allam lit le cartouche partiellement détruit comme étant « Ameni..... Sobekhotep » (Sekhemrê-Khoutaouy Sobekhotep).